# 磯部わたかの温泉
磯部わたかの温泉（いそべわたかのおんせん）は、三重県志摩市磯部町渡鹿野にある温泉。
志摩温泉郷の一つ。志摩の離島である渡鹿野島で湧出している。

## 泉質
- ナトリウム・カルシウム-塩化物泉
  - 泉温　32℃

## 温泉街
かつて、風俗島と呼ばれた渡鹿野島に5軒の宿泊施設が点在している。
そのうち、温泉を引く宿泊施設は3軒（「はいふう」、「福寿荘」、「海辺のホテル はな」）。3軒ともに海岸沿いに林立している。
日帰り入浴は一部の旅館で扱う。風俗島と呼ばれた頃もあったため、廃業した旅館やスナック跡も残っている。

## 歴史
- 湯元である「福寿荘」が創業したのは、1976年（昭和51年）。

## アクセス
- 近畿日本鉄道近鉄志摩線・鵜方駅から送迎バスで約15分、渡鹿野対岸渡船乗り場より、専用船で約3分。
- 車：伊勢自動車道伊勢西ICから約60分、渡鹿野対岸渡船乗り場より、専用船で約3分。

## 外部リン ク
- 福寿荘
- はいふう
- 海辺のホテル はな
- 磯辺わたかの温泉 - るるぶ
- 磯辺わたかの温泉 - らくだ倶楽部
- 磯辺わたかの温泉 - ゆこゆこネット
- 磯辺わたかの温泉 - biglobe
- 福寿荘 - biglobe